# 皆戸麻衣
皆戸 麻衣（みなと まい、1978年7月15日 - ）は、日本の女優。
埼玉県出身。劇団「ナイロン100℃」を経て、大久保ニューと「ホテルニューみなと」を旗揚げ。身長157cm。血液型はO型。特技はソフトボール、水泳。

## 経歴
1999年秋、宮藤官九郎作品『ラフカット99』に出演。その後「スーパーエキセントリックシアター」の研究生を経て2001年、「ナイロン100℃」新人オーディションに合格。
2019年に漫画家の大久保ニューとともに「ホテルニューみなと」を旗揚げして4月に旗揚げ公演を行う。同月末で「ナイロン100℃」を退団。

## 出演

### 舞台
- ナイロン100℃「すべての犬は天国へ行く」（作・演出:ケラリーノ・サンドロヴィッチ）（2001年）[5]
- KERA・MAP #001「暗い冒険」（作・演出:ケラリーノ・サンドロヴィッチ）（2001年）
- アクメプロデュース「非者/罪と罰」（作・演出・振付:長谷川寧）（2002年）
- パルコ＆キューブプロデュース「スラップスティックス」（作・演出:ケラリーノ・サンドロヴィッチ）（2003年）
- スペクタクルガーデン＃4「バッド、スプリングハズカム」（作・演出:ますもとたくや）（2003年）
- KERA・MAP #002「青十字」（作・演出:ケラリーノ・サンドロヴィッチ）（2003年）[6]
- 「狐狸狐狸ばなし」（作:北條秀司、演出:ケラリーノ・サンドロヴィッチ）（2004年）
- ナイロン100℃「男性の好きなスポーツ」（作・演出:ケラリーノ・サンドロヴィッチ）（2004年）[7]
- ナイロン100℃ SIDE SESSION #9 新人公演「すなあそび」（作:別役実、演出:ケラリーノ・サンドロヴィッチ）（2005年）[8]
- KERA・MAP #004「ヤング・マーブル・ジャイアンツ」（作・演出:ケラリーノ・サンドロヴィッチ）（2005年）[6]
- bird's-eye biewプレイフェスティバル「36000秒」（2005年）
- 東京タンバリン「デッサン」（作・演出:高井浩子）（2005年）
- 東京タンバリン「Damage」（作・演出:高井浩子）（2006年）
- 故林広志 prd「当時はポピュラー5 高松みづきさん(29才、主婦)」（作・演出:故林広志）（2006年）
- 東京タンバリン「ワルツ-隣の男」（作・演出:高井浩子）（2006年）
- ナイロン100℃「ナイス・エイジ」〈再演〉（作・演出:ケラリーノ・サンドロヴィッチ）（2006年）[9]
- トム・プロジェクトプロデュース「狐狸狐狸ばなし」〈再演〉（作:北條秀司、演出:ケラリーノ・サンドロヴィッチ）（2007年）
- ナイロン100℃「わが闇」（作・演出:ケラリーノ・サンドロヴィッチ）（2007年）[10]
- ナイロン100℃「シャープさんフラットさん」（作・演出:ケラリーノ・サンドロヴィッチ）ホワイトチーム（2008年）[11]
- 東京タンバリン「静かな爆」（作・演出:高井浩子）（2009年）
- SIS companyプロデュース「2人の夫とわたしの事情」（作:W.サマセット・モーム、演出・上演台本:ケラリーノ・サンドロヴィッチ）（2009年）[12]
- ナイロン100℃「世田谷カフカ」（作・演出:ケラリーノ・サンドロヴィッチ）（2009年）[13]
- 劇団兄貴の子供「沼」（作・演出:小田学）（2009年）
- ピンズ・ログ「足りてる男」（作・演出:平林亜季子）（2010年）
- ナイロン100℃「黒い十人の女 〜version100℃〜」（オリジナル脚本:和田夏十、上演台本・演出:ケラリーノ・サンドロヴィッチ）（2011年）[14][15]
- ペンギンプルペイルパイルズ「ベルが鳴る前に」（作・演出:倉持裕）（2012年）
- 演劇企画集団THE・ガジラ「Happy Days〜幸せな日々〜」（作・演出:鐘下辰男）（2012年）
- シアターコクーン・オンレパートリー＋キューブ2012 「祈りと怪物〜ウィルヴィルの三姉妹〜」（作・演出:ケラリーノ・サンドロヴィッチ）（2012年）[16]
- ナイロン100℃「デカメロン21〜或いは、男性の好きなスポーツ外伝〜」（作・演出:ケラリーノ・サンドロヴィッチ）（2013年）[17]
- ナイロン100℃「わが闇」〈再演〉（作・演出:ケラリーノ・サンドロヴィッチ）（2013年）[10]
- Studio META produce vol.6 「職員室の午後」（作:長谷川孝治、演出:北見敏之）（2014年）
- 劇26.25団「とける記憶」（作・演出:杉田鮎味）（2014年）
- ナイロン100℃「社長吸血記」（作・演出:ケラリーノ・サンドロヴィッチ）（2014年）[18]
- 劇団一の会「いつでも君を」（作・演出:松本哲也）（2015年）
- かくたすのいるところ「アンダードッグ」（作:連行おい／えのもとぐりむ、演出:水野美紀）（2016年）
- ドリル饅頭 旗揚げ本公演「Tsuru」(作・演出:中西広和)（2016年）
- Nibroll 結成20周年／KAAT Dance Series 2017「Imagination Record」（2017年）
- げんこつ団「濁流サイダー」（2017年）

### ドラマ
- NHK「火消しや小町」#1
- TBS「きらきら研修医」#7
- EX「石橋を叩いて笑う〜ゴッホの耳〜」パート2（真夜中のナイチンゲール）
- 「小児救命」#4
- 「外交官 黒田康作」

### 映画
- 「HANA-BI」(1998年）
- 「HERO」(2007年）
- 「罪とか罰とか」(2009年）

### CM
- キリン「きりり」
- 丸大ハム
- 三菱電機ビルテクノサービス
- PSP「リッジレーサー」
- エースコック「ライスヌードル」（ほっとできる篇）
- アパマンショップ（進む！お部屋さがし品賞篇）

### Voice
- au by KDDI「パケット割」
- 全日本空輸
- イオン「WAON」
- 大和ハウス
- サントリー角瓶